# Mihama (Wakayama)
Mihama (jap. 美浜町 Mihama-chō) – miasto w Japonii, na wyspie Honsiu, w prefekturze Wakayama. Według danych na rok 2020 miejscowość zamieszkiwało 6 867 mieszkańców , a gęstość zaludnienia wyniosła 537,7 os./km².